# Scrat
Scrat est un écureuil de fiction qui apparaît dans la série de films d'animation L'Âge de glace. Il apparaît également dans plusieurs courts-métrages qui lui sont consacrés.

## Autour du personnage
Scrat est un « écureuil à dents de sabre ». Son nom est un « mot-valise », contraction de squirrel (écureuil en anglais) et de rat.
Il est très connu pour être obsédé par un gland, mettant constamment sa vie en danger pour l'attraper. Le fait qu'il n'arrive jamais à ses fins et la façon dont le sort s'acharne à l'empêcher d'atteindre son but en font presque l'allégorie de la malchance et de la persévérance.
L'écureuil préhistorique vit un temps une histoire d'amour avec Scratina dans L'Âge de glace 3, bien que leurs relations soient assez spéciales (comparable à celles de Mr. and Mrs. Smith).
Il était à l'origine un personnage périphérique de l'histoire. Face à la sympathie quasi unanime des spectateurs pour l'écureuil préhistorique, les réalisateurs ont décidé de développer le personnage pour en faire un des « héros » de l'histoire.
Malgré sa petite taille, Scrat est à l'origine d'événements majeurs : dans L'Âge de glace 2, il ouvre une brèche dans le glacier qui entoure la plaine, permettant à l'eau de s'échapper et un retour à la normale ; dans L'Âge de glace 4, il est à l'origine de la dérive des continents, et dans L'Âge de glace 5, de l'existence de l'univers.
Scrat entre rarement en contact avec Diego, Sid, Ellie, Manny, Crash, Eddie et Pêche mais a influé grandement sur leur destin.
Son équivalent féminin, Scratina en français, s'appelle Scratte (prononcer « scrati ») en version originale anglaise : elle est, d'après ses créateurs, « tout ce que Scrat n'est pas : jolie et intelligente ».
Le 21 avril 2022, vingt ans après la sortie du premier volet de la saga L'Âge de glace, Scrat a enfin réussi à rattraper son gland dans une courte vidéo publiée sur YouTube. Une séquence réalisée par les derniers animateurs de Blue Sky Studios, qui fait office d’adieu pour ce studio qui, après avoir produit L'Âge de glace mais aussi Rio, Robots ou Ferdinand, ferme ses portes après son rachat par Disney.

## Filmographie
- 2002 : L'Âge de glace
- 2002 : L'Aventure inédite de Scrat
- 2006 : L'Âge de glace 2
- 2006 : Il était une noix
- 2008 : Sid : Opération survie
- 2009 : L'Âge de glace 3 : Le Temps des dinosaures
- 2011 : L'Âge de glace : Un Noël de mammouths
- 2012 : L’Âge de glace 4 : La Dérive des continents
- 2015 : Scrat-tastrophe cosmique, court-métrage pour annoncer L'Âge de glace 5
- 20 mars 2016 : L'Âge de glace : La Grande Chasse aux œufs, téléfilm court-métrage de 25 minutes, diffusé sur la chaîne Fox à l'occasion de Pâques[4].
- 2016 : L'Âge de glace 5 : Les Lois de l'Univers
- 2022 : L'Âge de glace : Les aventures de Scrat, court métrage sur la vie de Scrat

## Autres apparitions et clins d'œil
- Scrat apparaît également dans une publicité télévisée McDonald's pour le Happy Meal.
- Il fait aussi son apparition dans les publicités de Peugeot.
- Il fait une brève apparition dans l'épisode Cartoon Wars II de South Park, où une affiche promotionnelle d'un film parodiant L'Âge de Glace apparaît sur le mur d'un des studios de la Fox.
- Juin 2012 : Scrat et Sid font une apparition dans une publicité pour Sodastream à l'occasion de la sortie de L'Âge de glace 4[5].
- Scrat apparaît dans un tunnel glacé (au niveau Frozen Paradize) dans le jeu vidéo Crysis Warhead.
- Willy, le jardinier des Simpson, est attaqué par Scrat et ses congénères dans l'épisode Soupçons.
- Scrat frappe Peter Griffin, des Griffin, qui essaie de voler son gland.
- À l'occasion de la sortie de L'Âge de glace 4, Scrat a eu son double de cire au Musée Grévin le 20 juin 2012[6].
- Dans une fiction des Guignols de l'Info, Scrat se fait voler son gland par Jean-François Copé.
- Au même titre que Epic : La Bataille du royaume secret, le film de 2013 réalisé par Chris Wedge, Scrat est resté la mascotte de Blue Sky Studios et est aussi dans le logo de leur production.
- Dès avril 2016, Scrat apparait dans des publicités pour des aspirateurs de Rowenta où il se retrouve coincé dans un appareil en tentant d'atteindre son gland.

Le 6 février 2016, l'attraction L'Âge de Glace, il était une noix l'expérience 4D ouvre ses portes au parc du Futuroscope, succédant au Petit Prince, à travers un cinéma dynamique où l'on se tient debout avec différents effets (sol qui tremble, s'abaisse, neige, etc.) le tout mêlé à de la 3D, nous suivons Scrat dans une aventure à travers le temps (Préhistoire, Moyen-Âge et même futur) toujours avec son précieux gland. L'extérieur du bâtiment n'a subit aucun changement contrairement à l'intérieur qui s'imprègne de l'univers de L'Âge de Glace.[réf. nécessaire]Presque 7 ans après son ouverture l'attraction ferme officiellement ses portes le 28 août 2022 pour laisser place à un nouveau film crée par le Futuroscope dans le même bâtiment.

## Doublage
Scrat est doublé par Chris Wedge y compris dans toutes les versions étrangères, l'écureuil n'ayant aucun dialogue.